# Classe ATC M
La classe ATC M, dénommée « Système musculo-squelettique », est un groupe anatomique de la classification anatomique, thérapeutique et chimique, développée par l'OMS pour classer les médicaments et autres produits médicaux. La classe ATC vétérinaire correspondante dans la classification ATCvet est QM. Le groupe présenté ici est celui établi par l'OMS, et peut donc différer des versions dérivées utilisées dans certains pays.

## M Système musculo-squelettique
M01 Produits anti-inflammatoires et antirhumatismaux
M02 Produits topiques pour les douleurs articulaires et musculaires
M03 Myorelaxants
M04 Médicaments contre la goutte
M05 Médicaments en cas de traitement de maladies osseuses
M09 Autres médicaments en cas de troubles du système musculo-squelettique